# Вішрам (Вашингтон)
Вішрам (англ. Wishram) — переписна місцевість (CDP) в США, в окрузі Клікітат штату Вашингтон. Населення — 366 осіб (2020).

## Географія
Вішрам розташований за координатами 45°39′36″ пн. ш. 120°58′11″ зх. д. / 45.66000° пн. ш. 120.96972° зх. д. (45.659924, -120.969746).  За даними Бюро перепису населення США в 2010 році переписна місцевість мала площу 3,32 км², уся площа — суходіл.

## Демографія
Згідно з переписом 2010 року, у переписній місцевості мешкали 342 особи в 146 домогосподарствах у складі 83 родин. Густота населення становила 103 особи/км².  Було 176 помешкань (53/км²).
Расовий склад населення:
| - 88,9 % — білих - 6,1 % — корінних американців - 1,2 % — чорних або афроамериканців - 0,3 % — вихідців з тихоокеанських островів - 1,2 % — осіб інших рас |

До двох чи більше рас належало 2,3 %. Частка іспаномовних становила 8,5 % від усіх жителів.
За віковим діапазоном населення розподілялося таким чином: 24,0 % — особи молодші 18 років, 58,2 % — особи у віці 18—64 років, 17,8 % — особи у віці 65 років та старші. Медіана віку мешканця становила 44,3 року. На 100 осіб жіночої статі у переписній місцевості припадало 106,0 чоловіків;  на 100 жінок у віці від 18 років та старших — 106,3 чоловіків також старших 18 років.
Середній дохід на одне домашнє господарство  становив 47 903 долари США (медіана — 41 250), а середній дохід на одну сім'ю — 56 382 долари (медіана — 43 333). Медіана доходів становила 41 786 доларів для чоловіків та 27 250 доларів для жінок. За межею бідності перебувало 31,4 % осіб, у тому числі 57,1 % дітей у віці до 18 років та 5,5 % осіб у віці 65 років та старших.
Цивільне працевлаштоване населення становило 106 осіб. Основні галузі зайнятості: освіта, охорона здоров'я та соціальна допомога — 30,2 %, роздрібна торгівля — 24,5 %, мистецтво, розваги та відпочинок — 15,1 %, сільське господарство, лісництво, риболовля — 11,3 %.